# Begoña García
María Begoña García Piñero (Cadice, 1º marzo 1976) è un'ex cestista spagnola, professionista nella WNBA.

## Carriera
Con la Spagna ha disputato i Giochi olimpici di Atene 2004, i Campionati mondiali del 2002 e due edizioni dei Campionati europei (2001, 2003).